# Bubba Ho-tep
Pour les articles homonymes, voir Bubba.
Pour plus de détails, voir Fiche technique et Distribution.
Bubba Ho-tep est une comédie horrifique américaine, sorti en 2002, réalisé par Don Coscarelli, également producteur (avec Jason R. Savage) et co-scénariste.
Ce film est inspiré du roman court éponyme de Joe R. Lansdale, présent dans l'anthologie The King Is Dead: Tales of Elvis Post-Mortem. Grâce à des critiques positives et la présence de Bruce Campbell, acteur incarnant le personnage principal, ce film est considéré comme culte.
Autour d'une histoire de momie terrorisant et tuant les pensionnaires d'une maison de repos, Bubba Ho-tep traite du thème de la condition de personne âgée.

## Synopsis
Elvis Presley, toujours vivant mais malade et pensionnaire d'une maison de retraite au Texas, est désormais âgé. Aidé de Jack, un autre pensionnaire afro-américain affirmant être John Fitzgerald Kennedy, il va devoir affronter une momie antique égyptienne qui tue les personnes âgées de la maison en se nourrissant de leurs âmes.

## Fiche technique
- Titre : Bubba Ho-tep
- Réalisation : Don Coscarelli
- Scénario : Don Coscarelli, d'après un roman court de Joe R. Lansdale
- Musique : Brian Tyler
- Photographie : Adam Janeiro
- Montage : Scott J. Gill et Donald Milne
- Décors : Daniel Vecchione
- Costumes : Shelley Kay
- Production : Don Coscarelli, Jason R. Savage et Dac Coscarelli
- Société de production : Silver Sphere Corporation
- Budget : 1 million de dollars
- Pays d'origine :  États-Unis
- Langue : anglais
- Format : Couleurs - 1,85:1 - Dolby Digital - 35 mm
- Genre : Comédie, fantastique
- Durée : 92 minutes
- Dates de sortie :
  -  États-Unis :  9 juin 2002 (Festival CineVegas), 19 septembre 2003 (sortie nationale limitée)
  -  Canada : 27 février 2004
  -  France : 15 février 2006

## Distribution
- Bruce Campbell (VF : Antoine Tomé) : Elvis Presley / Sebastian Haff
- Ossie Davis : John F. « Jack » Kennedy
- Ella Joyce (en) : l'infirmière en chef
- Heidi Marnhout : Callie
- Bob Ivy : Bubba Ho-tep
- Larry Pennell : Kemosabe
- Reggie Bannister : l'administrateur
- Daniel Roebuck : un employé des pompes funèbres
- Harrison Young : Bull Thomas, le compagnon de chambre d'Elvis

## Production

### Lieux de tournage
- Le tournage s'est déroulé à Los Angeles.

## Autour du film
- Bien qu'Elvis Presley soit le personnage principal, aucune de ses chansons n'est présente sur la bande originale du film.
- Le film fut projeté le 21 mars 2003 au Festival du film fantastique de Bruxelles (Belgique) et le 28 janvier 2005 au festival Fantastic'Arts de Gérardmer (France).
- L'annonce, à la fin du film d'une suite intitulée Bubba Nosferatu: Curse of the She-Vampires était en fait un canular[1]. Cependant, depuis Don Coscarelli a changé d'avis et en 2013, l'acteur Paul Giamatti a confirmé l'existence du script d'une suite[2].

## Bande originale
| 1. Prologue 2. Bubba 3. The King 4. Let's Go, Man 5. The King's Highway 6. A-C-T-I-O-N 7. Bubba's Lament 8. The Ancient Curse 9. Ghost of the Scarab 10. Trailer Park 11. One Bad Ho-Tep 12. The Mask of Kemosabe 13. The Shady Rest 14. PBBS 15. Baby | 16. The Hero's Hallway 17. Elder Hole 18. Flashback Baby 19. Body Bag of Fun 20. Regret 21. The Mummy's Eye 22. Smokin' Nurse 23. The Decision 24. Death of a President 25. The Sebastian Haff Show 26. Haff Rising 27. Investigation 28. Thank You Very Much 29. All Is Well 30. Bubba Ho-Tep End Title Themes |

## Distinctions

### Récompenses
- Nomination au prix du meilleur film, lors du festival du film FanTasia 2003.
- Prix Bram Stoker du meilleur scénario en 2004.
- Nomination au Prix Chlotrudis du meilleur scénario adapté, meilleur acteur (Bruce Campbell) et meilleur second rôle masculin (Ossie Davis) en 2004.
- Nomination au prix du meilleur film, lors du festival Fantasporto 2005.